# Świątniki Górne (gemeente)
De gemeente Świątniki Górne is een stad- en landgemeente in het Poolse woiwodschap Klein-Polen, in powiat Krakowski.
De zetel van de gemeente is in Świątniki Górne.
Op 30 juni 2004 telde de gemeente 8562 inwoners.

## Oppervlakte gegevens
In 2002 bedroeg de totale oppervlakte van gemeente Świątniki Górne 20,17 km², waarvan:
- agrarisch gebied: 73%
- bossen: 15%

De gemeente beslaat 1,64% van de totale oppervlakte van de powiat.

## Demografie
Stand op 30 juni 2004:
| Omschrijving                   | Totaal | Totaal | Vrouwen | Vrouwen | Mannen | Mannen |
| ------------------------------ | ------ | ------ | ------- | ------- | ------ | ------ |
| eenheid                        | aantal | %      | aantal  | %       | aantal | %      |
| inwoners                       | 8562   | 100    | 4350    | 50,8    | 4212   | 49,2   |
| bevolkingsdichtheid (inw./km²) | 424,5  | 424,5  | 215,7   | 215,7   | 208,8  | 208,8  |

In 2002 bedroeg het gemiddelde inkomen per inwoner 1372,95 zł.

## Plaatsen
De gemeente bestaat uit de stad (miasto) Świątniki Górne, sołectwo: Ochojno, Olszowice, Rzeszotary, Wrząsowice;
Zonder de status sołectwo : Rzeszotary Górne, Zalesie.

## Aangrenzende gemeenten
Kraków, Mogilany, Siepraw, Wieliczka